# Ceratina chalybea
Ceratina chalybea ist eine Biene aus der Familie der Apidae. Sie ist Ceratina callosa und Ceratina gravidula ähnlich.

## Merkmale
Die Bienen haben eine Körperlänge von 8 bis 10 Millimeter (Weibchen) bzw. 7 bis 10 Millimeter (Männchen). Der Körper der Weibchen ist metallisch blau bis blaugrün gefärbt, häufig ist der Kopf, das Mesonotum schwarz. Die Stirnplatte (Clypeus), die Calli und die Schienen (Tibien) sind an der Basis weiß gefleckt. Der Grad neben der Kehrrinne ist im Profil betrachtet gerade und nur hinten abgerundet. Das Mittelfeld des Propodeums ist hinten an der Seite mit einer schwachen Kante abgegrenzt. Die Männchen sehen den Weibchen ähnlich, ihr Labrum und die Stirnplatte ist jedoch großteils weiß gefleckt. Das siebte Tergit ist stark eingesattelt und hat keine Längskante.

## Vorkommen und Lebensweise
Die Art ist im Mittelmeergebiet und im südlichen Mitteleuropa verbreitet. Die Tiere fliegen von Mitte März bis Ende Oktober. Die Art sammelt Pollen an verschiedenen Pflanzenfamilien. Welche Kuckucksbienen die Art parasitieren ist nicht bekannt. 

## Belege
Felix Amiet, M. Herrmann, A. Müller, R. Neumeyer: Fauna Helvetica 20: Apidae 5. Centre Suisse de Cartographie de la Faune, 2007, ISBN 978-2-88414-032-4.